# Gare d'Ateca
La gare d'Ateca est une gare desservant la commune d'Ateca, en Aragon. Elle est située au point kilométrique 231,4 sur la ligne reliant Madrid à Barcelone. Elle est inaugurée en 1863, lorsque le tronçon Medinaceli - Saragosse de la ligne de Madrid à Saragosse est mis en service. 